# Tiší lidé
Tiší lidé (en: The Silent People, fi: Hiljainen kansa) je umělecké dílo finského tvůrce Reijo Kely z roku 1988.
Provedení je jednoduché, síla díla je tvořena množstvím a barevností jednotlivců, odpovídající normální lidské výšce.

## Dílo

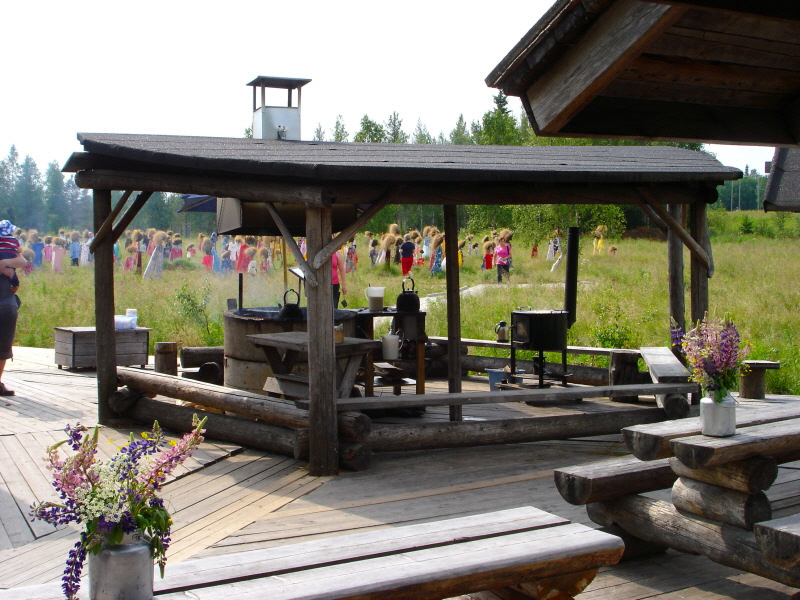
Kiosek u expozice

Reijo Kela představil bytosti z rašeliniště poprvé v roce 1988 prezentací Ilmari's Ploughed' in Lassila's Fikmet.
O šest let později bylo dílo představeno v Helsinkách, na Senátorském náměstí (Senaatintori's Market Place), jako součást výstavy Kainuu v roce 1994. Na výstavu bylo dopraveno "pouze" 700 tichých osob (více prostoru nebylo k dispozici) a umístěny na schodech před katedrálou Tuomiokirkko.
Prezentace byla postavena přes noc a během dvou dnů vyvolala v hlavním městě značný rozruch. Následující noc byla expozice rozebrána a převezena zpět do Suomussalmi.
Odvážnou prezentaci v roce 1994 v Helsinkách realizoval Reiko Kela spolu s Heikki Laitinenem a s dalšími pomocníky z The Bold and Beautiful a Wrethes of the Shore.
Tiší lidé se na současné místo přestěhovali na podzim téhož roku, třetím místem jejich pobytu se stal podmáčený a rašelinový břeh jezera Ämmänsaari pro jejich charakteristickou nemluvnost a nesmiřitelnost.

## Umělecký dojem
Lidé se často ptají, co Tiší lidé vyjadřují. Stav psychologického odloučení? Zapomněl je zde někdo? Reijo Kela odmítá podat jakékoliv vysvětlení: Každý návštěvník má možnost přijít se svými vlastními závěry. Co však může být zajímavé, dozvědět se, jak by Tiší lidé působili, kdyby byli úplně svlešení. Na ploše by zůstala více než tisícovka dřevěných křížů stojí v poli. Symbol pomíjivosti?
., Suomussalmi Tourist Office

## Provedení
Provedení jednotlivých lidí připomíná českého strašáka do zelí, jsou tvořeni dřevěným křížem na který je navlečen šat a místo hlavy mají travnatý drn. Oblečení lidí se mění podle ročního období a je na výstavu zasíláno z různých koutů světa. Jejich hlavy tvořené trsy rašelinové trávy jsou pravidelně obměňovány přímo z místa expozice.

## Expozice
Expozice díla se nachází poblíž mezinárovní silnice č.5 / E63, přibližně 30 km severně od Suomussalmi směrem na Kuusamo, poblíž obce Käpylä. O provoz expozice se stará mládež z okolí, která také na místě provozuje kiosek se suvenýry a zde je možno si také objednat palačinku, která se tradičně podává s marmeládou "zespoda".
Dílo Tiší lidé bylo oceněno na anglickém Kent Medway festivalu v kategorii výtvarné umění, v prosinci 2008. Dílo bylo prezentováno celý rok ve čtyřech různých verzích, v počtu 400 osob.
Tiší lidé mají různé verze také ve Finsku. Salonní Galerie vystavovala toto dílo v létě 2009 při příležitosti letního House Books v počtu 200 osob.